# (3917) Franz Schubert
(3917) Franz Schubert es un asteroide perteneciente al cinturón de asteroides, descubierto el 15 de febrero de 1961 por Freimut Börngen desde el Observatorio Karl Schwarzschild, en Tautenburg, Alemania.

## Designación y nombre
Designado provisionalmente como 1961 CX. Fue nombrado Franz Schubert en honor al compositor austríaco Franz Schubert.